# Achterbergia
Achterbergia är ett släkte av steklar. Achterbergia ingår i familjen bracksteklar.
Kladogram enligt Catalogue of Life:
| Achterbergia | \| \| Achterbergia arawak \| \| \| \| \| \| Achterbergia cornicoxa \| \| \| \| |
|              | \| \| Achterbergia arawak \| \| \| \| \| \| Achterbergia cornicoxa \| \| \| \| |
|              | Achterbergia arawak                                                            |
|              |                                                                                |
|              | Achterbergia cornicoxa                                                         |
|              |                                                                                |